# FODMAP
Els FODMAP és un acrònim de l'anglès "Fermentable Oligo-, Di-, Mono-saccharides And Polyols" (o sigui "Oligo-, Di-, Mono-sacàrids i poliols fermentables". Són hidrats de carboni de cadena curta poc absorbits a l'intestí prim i propensos a absorbir aigua i fermentar al còlon. Inclouen polímers oligosacàrids de cadena curta de fructosa (fructans) i galactooligosacàrids (GOS, estaquiosa, rafinosa), disacàrids (lactosa), monosacàrids (fructosa), i alcohols de sucre (poliols), com ara sorbitol, manitol, xilitol i maltitol. La majoria dels FODMAP estan presents de manera natural en els aliments i la dieta humana, però els poliols es poden afegir artificialment en aliments i begudes preparats comercialment.
Els FODMAP poden causar molèsties digestives en algunes persones. Els motius són la hipersensibilitat a la distensió luminal i/o una propensió a l'excés de retenció d'aigua i a la producció i acumulació de gasos, però no causen inflamació intestinal. Els FODMAP d'origen natural poden ajudar a evitar molèsties digestives per a algunes persones perquè produeixen alteracions beneficioses en la Microbiota intestinal. No són la causa d'aquests trastorns, però una dieta baixa en FODMAP, que els restringeixi, podria ajudar a millorar els símptomes digestius en adults amb síndrome de l'intestí irritable (SII) i altres trastorns gastrointestinals funcionals (FGID). Evitar tots els FODMAP a llarg termini pot tenir un impacte perjudicial sobre la microbiota intestinal i el metaboloma.
Els FODMAP, especialment els fructans, estan presents en petites quantitats en llavors que contenen gluten i s'han identificat com una possible causa de símptomes en persones amb sensibilitat no celíaca al gluten. Només són fonts menors de FODMAP quan es mengen en les quantitats estàndard habituals de la dieta diària. A partir del 2019, les revisions conclouen que, tot i que els FODMAP estan presents en el blat i els cereals relacionats poden tenir un paper en la sensibilitat no celíaca al gluten, només podrien comportar certs símptomes gastrointestinals, com ara inflor, però no els símptomes extradigestius que les persones amb sensibilitat no celíaca al gluten puguin desenvolupar, com ara trastorns neurològics, fibromiàlgia, trastorns psicològics i dermatitis. Consumir una dieta baixa de FODMAP sense una avaluació mèdica prèvia pot comportar riscos per a la salut perquè pot millorar i emmascarar els símptomes digestius de la malaltia celíaca, retardant o evitant el seu correcte diagnòstic i tractament.